# Ilyoplax dentata
Ilyoplax dentata is een krabbensoort uit de familie van de Dotillidae. De wetenschappelijke naam van de soort is voor het eerst geldig gepubliceerd in 1933 door Ward.